# بلگراد
بِلگراد (به صربی: Београд / Beograd) پایتخت و بزرگ‌ترین شهر در کشور صربستان است. بلگراد به معنی شهر سفید است.

## تاریخچه
بلگراد در سال ۱۵۲۱ بدست نیروهای عثمانی اشغال و از آن تاریخ تا سال ۱۸۴۱ ضمیمه آن امپراتوری بود. در این سال بلگراد در خلال نبردهای عثمانی و اتریش از ممالک عثمانی جدا شد و به امپراتوری اتریش-مجارستان پیوست. پس از فروپاشی امپراتوری اخیر در سال ۱۹۱۸ تا ۲۰۰۳ بلگراد پایتخت یوگسلاوی بود.

## جغرافیا
این شهر که در حد فاصل رودخانه‌های دانوب و رود ساوا قرار گرفته بیش از ۱٬۲۰۰٬۰۰۰ نفر سکنه دارد که با احتساب محدوده حومه شهر جمعیت آن به بیش از دو میلیون می‌رسد و از این‌رو بلگراد یکی از بزرگ‌ترین شهرهای جنوب شرق اروپاست.
شهر بلگراد حدود ۳٫۶ درصد از مساحت خاک صربستان را شامل می‌شود و ۱۵ درصد از جمعیت این کشور در بلگراد ساکن هستند.

## مردم
بیشتر ساکنان شهر اقوام صرب هستند که پیشینییان آن‌ها در ابتدای قرن ششم میلادی در این نقطه ساکن شده‌بودند.

## مذهب
تنها مسجد بجا مانده در شهر بلگراد مسجد بایراکلی نام دارد؛ و بزرگ‌ترین کلیسای این شهر کلیسای سنت ساوا است.

## شهرهایخواهر خوانده
- کورفو - یونان (۲۰۱۰)
- کاونتری - بریتانیای کبیر (۱۹۵۷)
- شیکاگو - ایالات متحده آمریکا (۲۰۰۵)
- لاهور - پاکستان (۲۰۰۷)
- لیوبلیانا - اسلوونی (۲۰۱۰)
- تل آویو - اسرائیل (۱۹۹۰)
- وین - اتریش (۲۰۰۳)